# Vanalita
La vanalita és un mineral de la classe dels òxids. Fou anomenada així pel seu contingut en vanadi (van-) i alumini (-al-).

## Característiques
La vanalita és un òxid de fórmula química NaAl₈V10O38·30H₂O. Cristal·litza en el sistema monoclínic.
Segons la classificació de Nickel-Strunz, la vanalita pertany a «04.HG: V[5+, 6+] vanadats. Òxids de V sense classificar» juntament amb els següents minerals: fervanita, huemulita, vanoxita, simplotita, navajoïta, delrioïta, metadelrioïta, barnesita, hendersonita, grantsita, lenoblita i satpaevita.

## Formació i jaciments
Es troba incrustant fractures i cavitats en shales meteoritzades. S'ha descrit associada a: steigerita, hewettita, delvauxita, satpaevita, guix, hal·loysita, montmoril·lonita i altres minerals del grup de l'argila.